# Забір'я (Вілейський район, Хотеньчицька сільська рада)
Забір'я (біл. вёска Забор’е) — село в складі Вілейського району Мінської області, Білорусь. Село підпорядковане Хотеньчицькій сільській раді, розташоване в північній частині області.

## Історія
У 1921–1945 роках село знаходилось у Польщі, у Вільнюській губернії, Вілейського повіту, гміні Хотеньчиці.

## Населення
- 1921 рік - 22 люди, 1 будинки[1]
- 1921 рік - 33 люди, 1 будинки[2].
- 1931 рік - 49 люди, 3 будинки[3].